# Platyhypnidium intermedium
Platyhypnidium intermedium är en bladmossart som beskrevs av Theodor Carl Karl Julius Herzog 1927. Platyhypnidium intermedium ingår i släktet Platyhypnidium och familjen Brachytheciaceae. Inga underarter finns listade i Catalogue of Life.